# Te Marua (Nouvelle-Zélande)
Te Marua  est une localité de la partie sud de l’Île du Nord de la Nouvelle-Zélande.

## Situation
C’est la banlieue la plus au nord de la ville de Upper Hutt.

## Population
La population des résidents habituels lors du recensement de 2006 était de 1 068 habitants. Pour des raisons de localisation et de distance par rapport à la ville, la zone est souvent classifiée comme une zone rurale.

## Géographie
‘Te Marua’ est bien connue pour la “Reserve du Plateau”, qui sont les restes l’ancienne ligne de chemin de fer de la Rimutaka Incline (en), un tracé, qui peut être retrouvé dans la végétation et qui fait maintenant partie d’une promenade historique.
Le ‘Mt Climie’, le pic le plus élevé de la chaîne de  Rimutaka (en), peut aussi être atteint à partir de la « Reserve »   La banlieue est aussi la localisation du circuit de vitesse (en) de la ville de Wellington, un circuit d’importance national pour les courses de stock car.

## Accès
Te Marua est situé sur le trajet de la route State Highway 2 /S H 2 (en), qui franchit de nombreux centres-villes significatifs tout le long de son trajet avant l’atteindre le bout de la vallée de Hutt puis traverse la chaîne de Rimutaka (en) dans la région de Wairarapa. Te Marua est située dans la plaine d’inondation initiale du fleuve Hutt, dont une partie, et en particulier le terrain de golf, est encore sujet à des sinistres périodiques.

## Traitement des Eaux de Wellington
Juste au nord de ‘Te Marua’ est installée l’usine de traitement des eaux de ‘Te Marua’ et les deux « twin Stuart Macaskill Lakes ». L’eau est prélevée dans le fleuve Hutt au niveau de la ville de Kaitoke, et va, soit directement à l’usine de traitement, soit est stockée dans le lac pour une utilisation ultérieure. L’usine de traitement de l’eau fournit 40 pour cent des besoins en eau de la ville et de la région de Wellington, y compris ceux de la ville d’Upper Hutt, Manor Park et Stokes Valley dans Lower Hutt, tous les besoins de la ville de Porirua, et les banlieues nord et ouest de la cité de Wellington

## Gouvernance
Les résidents de la banlieue de ‘Te Marua’ sont représentés par le corps de la communauté locale, ‘Association des résidents des zones rurales d’’Upper Hutt Rural’ et sont desservis par la gare de Maymorn railway station (en).